# نورپور (هیماچال پرادش)
نورپور (به انگلیسی: Nurpur) یک منطقهٔ مسکونی در هند است که در بخش کانگرا واقع شده‌است. نورپور ۹٬۸۰۷ نفر جمعیت دارد و ۶۴۳ متر بالاتر از سطح دریا واقع شده‌است.